# 羅克斯群島
11°51′27″N 66°45′27″W / 11.85750°N 66.75750°W
羅克斯群島（西班牙語：Archipiélago Los Roques）是委內瑞拉的群島，位於加勒比海，屬於背風安的列斯群島的一部分，由約350座島嶼組成，由聯邦屬地負責管轄，面積41平方公里，人口約1,500。格兰罗克岛是群岛中唯一有人居住的岛屿。

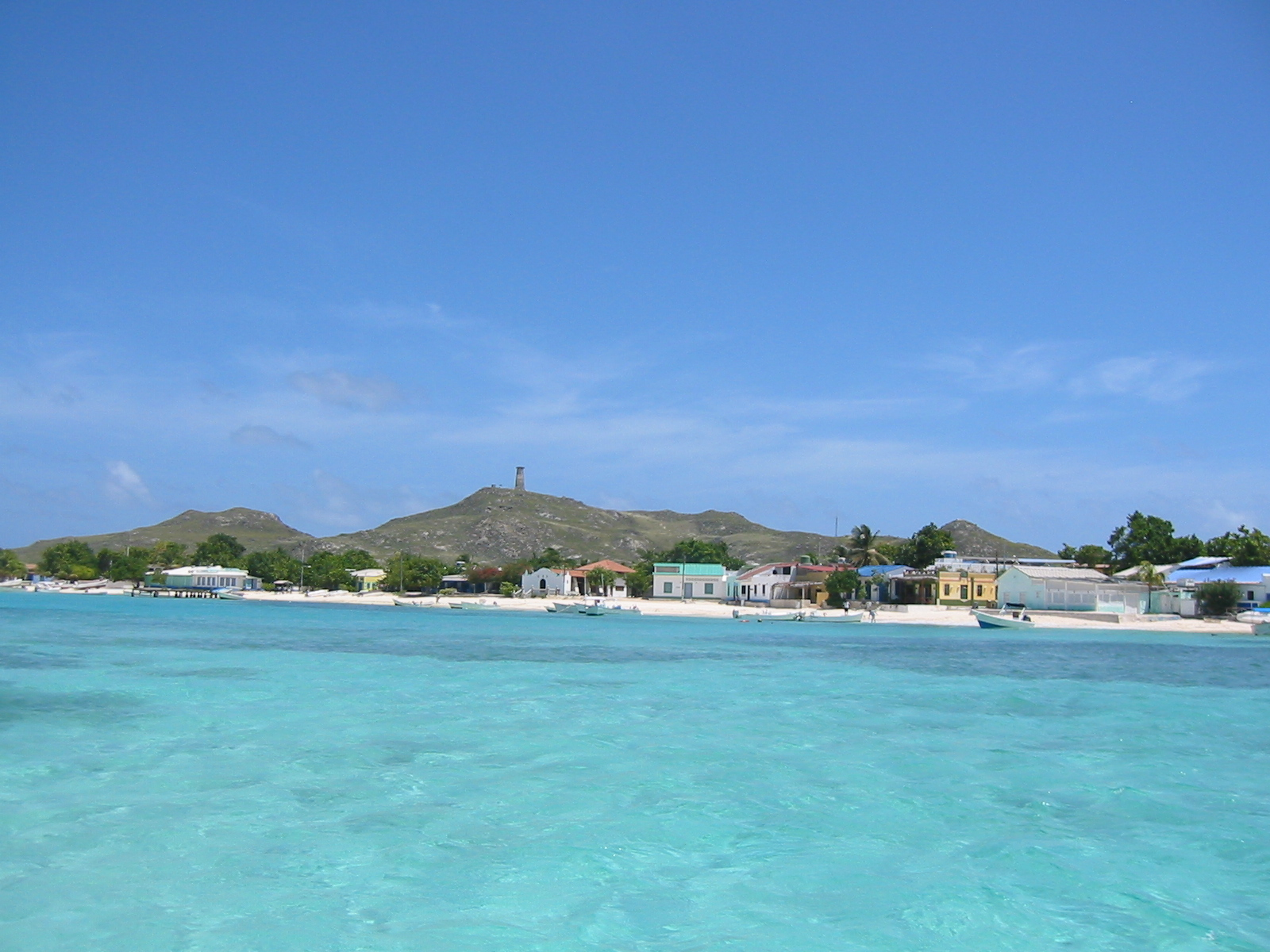
格兰罗克岛的村庄